# Zwembad Het Heersdiep
Zwembad Het Heersdiep is een zwembad in Den Helder. Het zwembad is gelegen aan de rand van de wijk Nieuw-Den Helder op zo'n anderhalve kilometer van Station Den Helder in het stadscentrum.

## Geschiedenis
Zwembad Het Heersdiep verving Zwembad De Schots dat sinds 1971 op hetzelfde terrein stond. Het nieuwe gebouw, ontworpen door architectenbureau Wind Architecten Adviseurs, werd in 2012 in opdracht van Gemeente Den Helder en de Koninklijke Marine gebouwd. Op 20 september 2013 werd het zwembad officieel in gebruik genomen. Na een aanbesteding werd Stichting Aquacentrum Den Helder door de gemeente aangewezen als exploitant van het zwembad. Het oude zwembad, dat direct ten noordwesten van Het Heersdiep stond, werd na de opening van het nieuwe zwembad gesloopt. De naam Heersdiep verwijst naar het gelijknamige zeegat dat ooit de scheiding vormde tussen de waddeneilanden Huisduinen en Callantsoog.

## Het zwemcomplex
Het zwembad heeft drie binnenbaden en twee buitenbaden. Zowel binnen als buiten bevinden zich peuter- en kleuterbaden. Er is een recreatiebassin, met diverse voorzieningen, waarin bezoekers kunnen recreëren. In deze ruimte bevinden zich een turbodouche, brede douche, spuitobjecten en een negentig meter lange waterglijbaan. Andere baden zijn het instructiebassin die is voorzien van een beweegbare bodem, een trainingsbassin waar diverse doelgroepen gebruik van maken en welke ook gebruikt kan worden voor vrijzwemmen en een wedstrijdbassin, voorzien van beweegbare bodem in het ondiepe deel, waar wedstrijden gehouden kunnen worden en waar verenigingen gebruik van maken. Verder zijn er in het zwembad stoomcabines, een groot bubbelbad en meerdere infraroodsauna's aanwezig.
Vanuit de recreatieruimte kan de bezoeker naar buiten zwemmen waar een stroomversnelling en een bubbelbank met verwarmd water zijn te vinden. Buiten bevinden zich verder een verwarmd 25 meter buitenbassin om banen te zwemmen. Ook dit bassin wordt geopend voor vrijzwemmen en is voorzien van een familieglijbaan. Daarnaast zijn er zonne- en ligweides op het terrein.
Het zwembad heeft een duiktoren met de naam Triton 12. Deze is negen meter diep en dertien meter in doorsnede. In de toren bevindt zich een bodem met een Submarine Escape Tower waar onderzeebootbemanningen oefenen om te ontsnappen vanuit een onderzeeër. Gebruikers van de duiktoren zijn onder andere de Nederlandse marine, duikers van de brandweer, duikverenigingen en freedivers.
Daarnaast zijn is er een eetgelegenheid met een balie aan de droge en aan de natte kant van de ruimte. Ook zijn er diverse vergaderruimtes aanwezig.

## Gebruikers
Diverse verenigingen en stichtingen maken gebruik van zwembad Het Heersdiep, te weten Duikcentrum Den Helder, Duikvereniging Ostrea, Naturistenvereniging Geminat, Onderwatersportvereniging de Aquanauten, Marine Sport Vereniging Zeemacht en Reddingsbrigade Den Helder. Hierbij worden onder andere wedstrijdzwemmen, waterpolo, schoonspringen, onderwaterhockey en de duiksport beoefend. Verder wordt er door diverse partijen zwemles gegeven.

### Defensie
Defensie maakt gebruik van het wedstrijdbassin en de duiktoren in zwembad Het Heersdiep. Het heeft daarmee één van de modernste oefencentra in Europa voor onder andere de onderzeedienst en duikteams van de Koninklijke Marine. 

## Overig
In het zwembad en de duiktoren zijn diverse (film)opnames gemaakt. Onder andere voor de televisieprogramma's Proefkonijnen, Professor Nicolai en Dr. Beckand, Het Klokhuis, Klaas kan alles en Iedereen verlicht. Verder voor de speelfilm Michiel de Ruyter, de theatershow Mission to Mars van André Kuipers en een video van youtuber/vlogger Enzo Knol.
Bij de ingang van het zwembad stond sinds 2014 een bronzen beeld genaamd Ontworsteling aan het water van Jan Dokter, deze werd in 2022 van zijn sokkel gezaagd en later teruggevonden in Heerhugowaard.

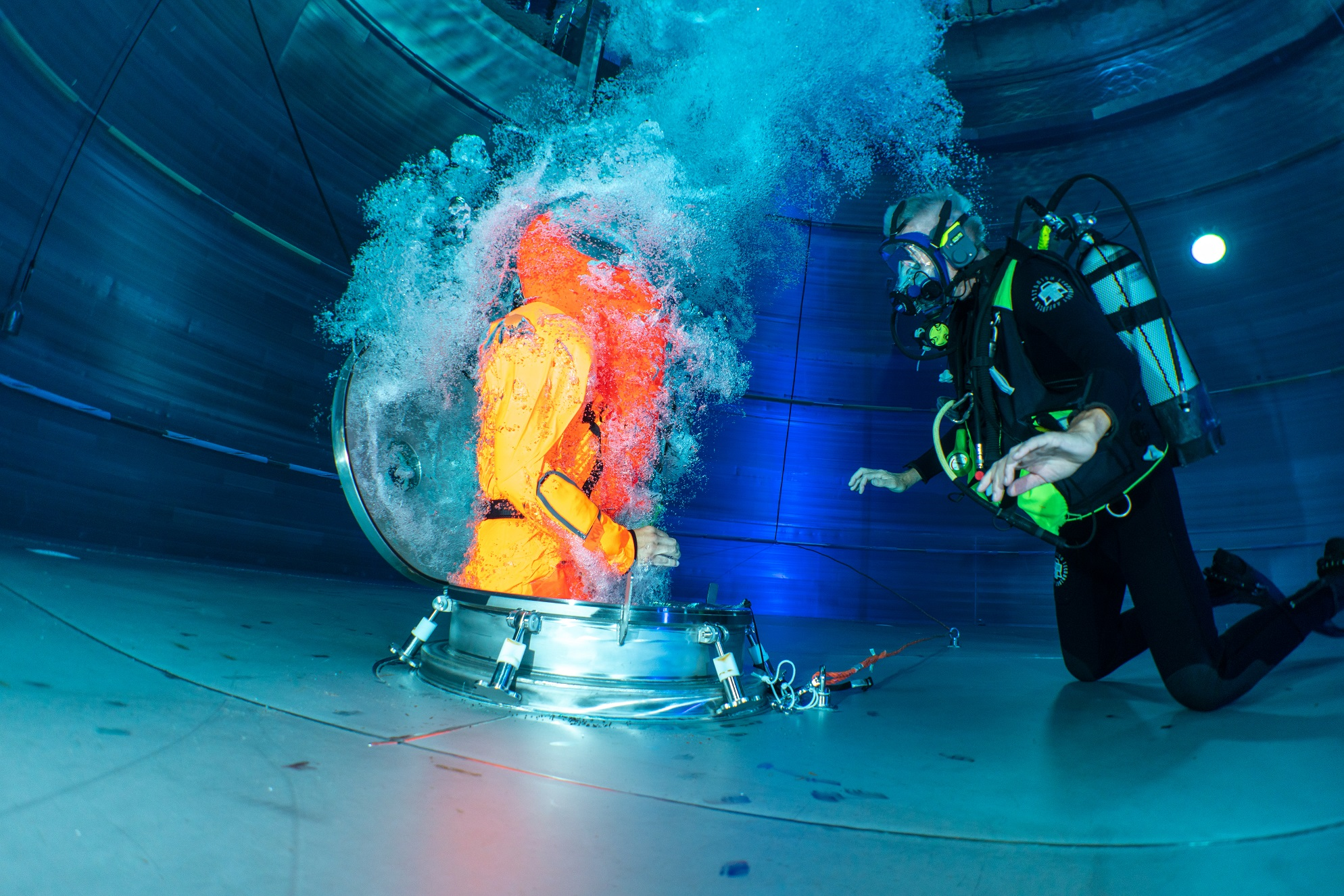
Submarine Escape Training Triton12

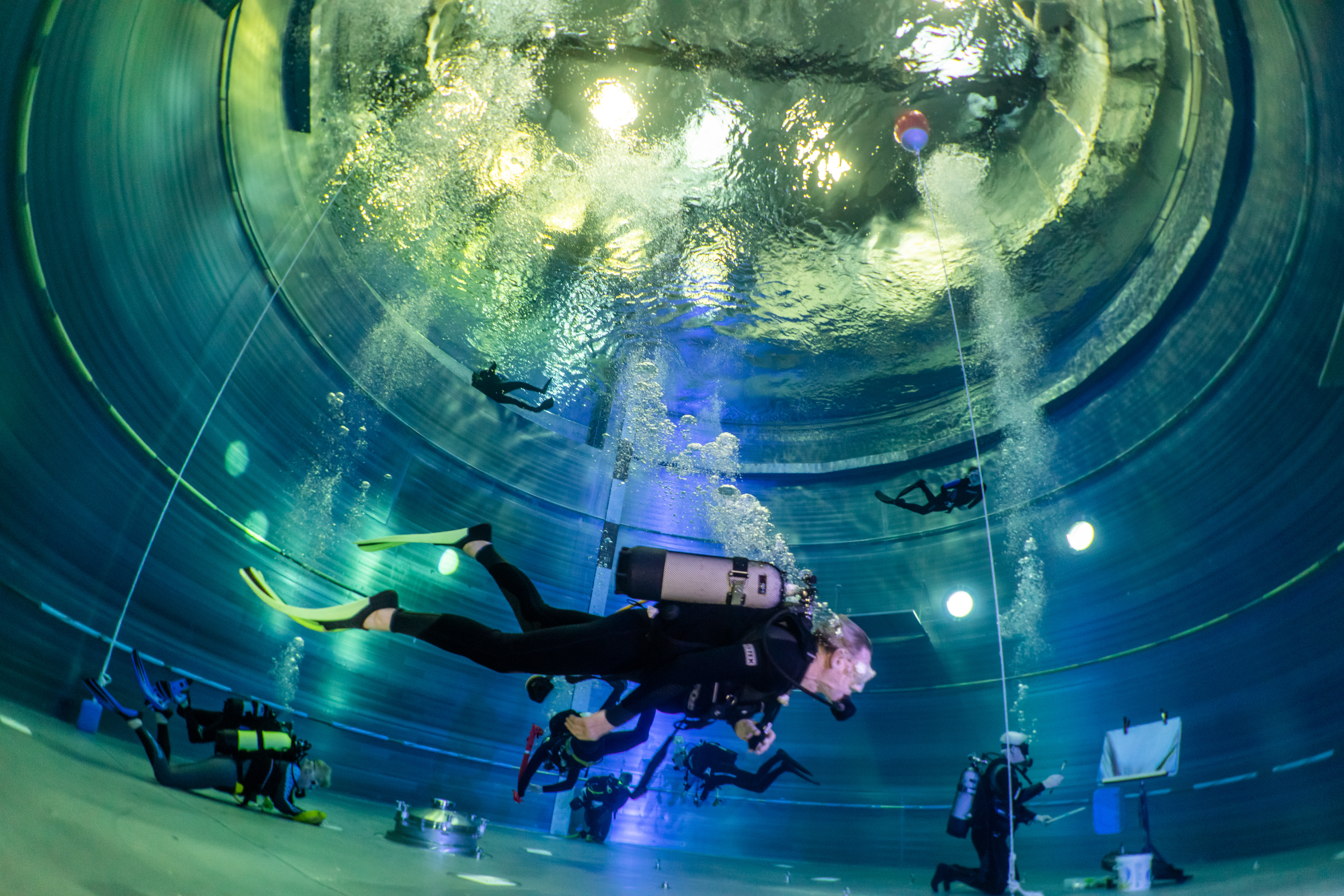